# Microphthalma nox
Microphthalma nox är en tvåvingeart som beskrevs av Zeegers 2007. Microphthalma nox ingår i släktet Microphthalma och familjen parasitflugor. Inga underarter finns listade i Catalogue of Life.